# Euphorbia smithii
Euphorbia smithii är en törelväxtart som beskrevs av Susan Carter. Euphorbia smithii ingår i släktet törlar, och familjen törelväxter. IUCN kategoriserar arten globalt som nära hotad.
Artens utbredningsområde är Oman. Inga underarter finns listade i Catalogue of Life.